# Liste du patrimoine culturel immatériel de l'humanité en Belgique
Cet article recense les pratiques inscrites au patrimoine culturel immatériel en Belgique.

## Statistiques
La Belgique a ratifié la convention pour la sauvegarde du patrimoine culturel immatériel le 24 mars 2006. La première pratique protégée est inscrite en 2008.
En 2024, la Belgique compte 20 éléments inscrits au patrimoine culturel immatériel, 16 sur la liste représentative et 4 sur le registre des meilleures pratiques de sauvegarde.

## Listes

### Liste représentative
Les éléments suivants sont inscrits sur la liste représentative du patrimoine culturel immatériel de l'humanité :
| Élément | Type | Subdivision                        | Année | Lien  | Notes | Illus. |
| --- | --- | ---------------------------------- | ----- | ----- | --- | ------ |
| Géants et dragons processionnels de Belgique et de France | pratiques sociales, rituels et événements festifs | Bruxelles, Malines, Mons, Termonde | 2008  | 00153 | Partagé avec la France Comprend les 4 éléments suivants : ducasse de Mons, meyboom de Bruxelles, ommegang de Termonde et ommegang de Malines |        |
| Le carnaval de Binche | pratiques sociales, rituels et événements festifs | Binche                             | 2008  | 00033 | |        |
| La procession du Saint-Sang à Bruges | pratiques sociales, rituels et événements festifs | Bruges                             | 2009  | 00263 | |        |
| Houtem Jaarmarkt, foire annuelle d’hiver et marché aux bestiaux à Hautem-Saint-Liévin                                                                                | pratiques sociales, rituels et événements festifs | Hautem-Saint-Liévin                | 2010  | 00403 | |        |
| Les Krakelingen et le Tonnekensbrand, fête du feu et du pain de la fin de l’hiver à Grammont                                                                         | pratiques sociales, rituels et événements festifs | Grammont                           | 2010  | 00401 | |        |
| Le répertoire du rituel des classes d'âge de Louvain | pratiques sociales, rituels et événements festifs | Louvain                            | 2011  | 00404 | |        |
| Les marches de l'Entre-Sambre-et-Meuse | pratiques sociales, rituels et événements festifs | Entre-Sambre-et-Meuse              | 2012  | 00670 | Comprend 15 marches |        |
| La pêche aux crevettes à cheval à Oostduinkerke | pratiques sociales, rituels et événements festifs connaissances et pratiques concernant la nature et l’univers                                                                               | Oostduinkerke                      | 2013  | 00673 | |        |
| La fauconnerie, un patrimoine humain vivant | connaissances et pratiques concernant la nature et l’univers |                                    | 2016  | 01708 | Partagé avec l'Allemagne, l'Arabie saoudite, l'Autriche, la Corée du Sud, la Croatie, les Émirats arabes unis, l'Espagne, la France, la Hongrie, l'Irlande, l'Italie, le Kazakhstan, le Kirghizistan, le Maroc, la Mongolie, le Pakistan, les Pays-Bas, la Pologne, le Portugal, le Qatar, la Syrie et la Tchéquie |        |
| La culture de la bière en Belgique | savoir-faire liés à l’artisanat traditionnel |                                    | 2016  | 01062 | |        |
| L'Ommegang de Bruxelles, cortège historique et fête populaire annuels                                                                                                | pratiques sociales, rituels et événements festifs | Ville de Bruxelles                 | 2019  | 01366 | |        |
| L'art musical des sonneurs de trompe, une technique instrumentale liée au chant, à la maîtrise du souffle, au vibrato, à la résonance des lieux et à la convivialité | arts du spectacle |                                    | 2020  | 01581 | Partagé avec la France, l'Italie et le Luxembourg |        |
| Les joutes sur échasses de Namur | pratiques sociales, rituels et événements festifs | Namur                              | 2021  | 01590 | |        |
| L'irrigation traditionnelle : connaissance, technique et organisation                                                                                                | connaissances et pratiques concernant la nature et l'univers savoir-faire liés à l'artisanat traditionnel                                                                                    |                                    | 2023  | 01979 | Partagé avec l'Allemagne, l'Autriche, l'Italie, le Luxembourg, les Pays-Bas et la Suisse |        |
| La culture foraine | traditions et expressions orales arts du spectacle pratiques sociales, rituels et événements festifs savoir-faire liés à l'artisanat traditionnel                                            |                                    | 2024  | 02108 | Partagé avec la France |        |
| L'art de la construction en pierre sèche : savoir-faire et techniques                                                                                                | connaissances et pratiques concernant la nature et l'univers pratiques sociales, rituels et événements festifs savoir-faire liés à l’artisanat traditionnel traditions et expressions orales |                                    | 2024  | 02106 | Partagé avec l'Andorre, l'Autriche, , Chypre, la Croatie, l'Espagne, la France, la Grèce, l'Irlande, l'Italie, le Luxembourg, la Slovénie et la Suisse |        |

### Patrimoine immatériel nécessitant une sauvegarde urgente
La Belgique ne compte aucun élément listé sur la liste du patrimoine immatériel nécessitant une sauvegarde urgente.

### Registre des meilleures pratiques de sauvegarde
La Belgique compte trois pratiques listées au registre des meilleures pratiques de sauvegarde :
| Élément | Type                                              | Subdivision | Année | Lien  | Notes                                                  | Illus. |
| --- | ------------------------------------------------- | ----------- | ----- | ----- | ------------------------------------------------------ | ------ |
| Un programme pour cultiver la ludodiversité : la sauvegarde des jeux traditionnels en Flandre                               | pratiques sociales, rituels et événements festifs | Flandre     | 2011  | 00513 |                                                        |        |
| La sauvegarde de la culture du carillon : préservation, transmission, échange et sensibilisation                            | arts du spectacle                                 |             | 2014  | 01017 |                                                        |        |
| Tocatì (it), un programme partagé pour la sauvegarde des jeux et sports traditionnels                                       | pratiques sociales, rituels et événements festifs |             | 2022  | 01709 | Partagé avec Chypre, la Croatie, la France et l'Italie |        |
| La sauvegarde du patrimoine de l'accueil familial dans la ville miséricordieuse de Geel : un modèle d’accueil communautaire | pratiques sociales, rituels et événements festifs | Geel        | 2023  | 00622 |                                                        |        |

### Anciens éléments inscrits
En décembre 2019, l'UNESCO retire le carnaval d'Alost de la Liste représentative du patrimoine culturel immatériel de l'humanité. 3 ans plus tard, la ducasse d'Ath est retirée de la liste des géants et dragons processionnels de Belgique et de France.
| Élément             | Type                                              | Subdivision | Année d'inscription | Année de retrait | Lien  | Notes | Illus. |
| ------------------- | ------------------------------------------------- | ----------- | ------------------- | ---------------- | ----- | --- | ------ |
| Le carnaval d’Alost | pratiques sociales, rituels et événements festifs | Alost       | 2010                | 2019             | 00402 | Anciennement listé sur la Liste représentative du patrimoine culturel immatériel de l'humanité Élément supprimé pour cause de racisme et antisémitisme.                                                    |        |
| La ducasse d'Ath    | pratiques sociales, rituels et événements festifs | Ath         | 2008                | 2022             | 00153 | Anciennement listé sur la liste représentative du patrimoine culturel immatériel de l'humanité parmi les géants et dragons processionnels de Belgique et de France Élément supprimé pour cause de racisme. |        |

### Liste indicative
Un élément est en instance de classement sur le registre des meilleures pratiques de sauvegarde :
| Élément | Type                                              | Subdivision | Notes | Illus. |
| --- | ------------------------------------------------- | ----------- | ----- | ------ |
| L'enseignement au service de la mémoire et la sauvegarde de la cérémonie du Last Post au mémorial de la Porte de Menin à Ypres, Ville de Paix | pratiques sociales, rituels et événements festifs | Ypres       |       |        |